# 大陵二
英仙座τ，又名BD+52 641，HD 17878、SAO 23685、HR 854，是英仙座的一颗恒星，视星等为3.95，位于銀經141.02，銀緯-5.74，其B1900.0坐标为赤經2h 47m 9.8s，赤緯+52° -5.74′ 12″。